# 운동 (생물학)
운동(運動)은 생물이 외부에 작용하는 방법으로 근수축이라는 형태의 반응이다. 이 가운데 민무늬근(주로 내장에 있는 근육)의 활동은 자율 신경의 지배를 받고 있어 의식적으로 조절할 수 있으며, 일반적으로 운동이라 부르는 반응을 일으킨다.

## 운동의 종류

### 반사 운동
많은 골격근의 수축이 복잡하게 조합되어 일어나는 이른바 운동은 그 명령 계통으로 보아 반사 운동과 수의 운동 두 가지로 크게 구분된다. 반사 운동은 그 명령이 대뇌 피질 이외의 중추 부위에서 나오는 것으로, 이는 감각 기관에서 나온 정보가 대뇌 피질의 운동령을 경유하지 않고 운동 신경에 보내짐으로써 일어난다. 그래서 감각 기관에서 나온 구심성 흥분 전파가 뇌의 어느 부분에서 되돌아나와 원심성 운동 신경로에 단락하는지에 따라 반사 운동을 분류할 수도 있다. 가장 짧은 경로를 취하는 것은 척수의 회백질에서 돌아나오는 척수 반사이다. 많이 알려진 슬개건(膝蓋腱) 반사는 그 대표적인 것으로, 그 밖에 근육을 당기면 강한 수축을 일으키는 신장(伸張) 반사, 복부를 쓰다듬으면 복직근(腹直筋)이 수축하는 복벽(腹壁) 반사, 수면중에 발바닥을 건드리면 엄지발가락을 뒤로 젖히는 바빈스키 반사 등 여러 가지가 있다. 감각 기관에서 온 정보가 연수까지 갔다가 되돌아오는 것이 연수 반사로, 여러 가지 자세 반사가 있다. 예를 들어 머리를 왼쪽으로 돌리면 왼쪽 팔과 다리가 강하게 뻗쳐지고, 오른쪽 팔과 다리는 강하게 구부러진다. 또 반대로 머리를 오른쪽으로 돌리면 그 반대 운동이 일어나는 긴장성 목반사 등이 있다. 고양이를 거꾸로 해서 떨어뜨리면 공중에서 몸을 회전시켜 바른 자세로 착지하는데, 이것을 직립 반사라고 한다. 직립 반사를 위해서는 중뇌 또는 간뇌가 건강한 존재가 필요하다.

### 수의 운동
수의(隨意)운동은 그 명령이 대뇌 피질의 운동령에서 보내지는 것으로, 의식적으로 지배할 수 있다. 다음과 같은 단계를 거쳐 일어난다.
1. 감각 기관에서 정보가 대뇌 피질에 보내진다.
2. 이 정보에 기초하여 판단이 내려져 어떻게 대처할지에 대한 의사가 정해진다.
3. 의사 결정에 맞는 운동 계획이 세워진다.
4. 계획에 따라 개개의 근육에 명령이 보내진다.
5. 근육 활동의 구체적인 정황이 끊임없이 간뇌나 소뇌에 전달되어 여기에서 목적에 부합하는 수정 명령이 내려진다.

(2)가 어디에서 일어나는지는 아직 확실하게 밝혀지지 않았지만 대뇌 피질 전두엽의 9·10·11영역 등이라고 하는 학자들이 많다. (3)은 6영역, (4)는 4영역에서 행해지는 것은 분명하지만 이 밖에도 5·7영역, 3－1－2영역, 22·19영역 등도 관계한다는 사람도 있다. (5)는 무의식적으로 일어나는 일종의 피드백 기구로, 이것이 순조롭고 유효하게 작용하지 않는 한 목적에 부합된 행동은 실현되지 않는다. 다시 말해서 6영역에서 세워진 계획은 4영역으로 보내짐과 동시에 뇌간이나 소뇌에도 보내져 피드백에 대비한다. 완전히 새로운 운동을 할 때는 이들 과정 전부를 의식적으로 작용시켜야 한다.
그런데 같은 운동을 몇 번 되풀이하고 있으면 운동이 점차 무의식적으로 일어나게 되어 반사 운동적인 성격을 띠게 된다. 이것을 수의 운동의 반사화라고 한다. 직립 자세 유지·보행·주행 등이 그 예이다. 이 같은 경우 앞에서 말한 경로 가운데 (2)를 거의 경과하지 않고 그 밖의 것은 작용한다. 그러나 그것이 의식되지 않는 것은 필요한 신경 연락 회로가 정착하여 쉽게 작동하기 때문이며, 이른바 조건 반사라고 할 수 있는 것이 형성되기 때문이다. 연습에 의해 특정 운동이 점점 쉽고도 정확해지는 것은 생리학적으로 말하면 이 같은 반사화 형성이 진행되기 때문이다. 이와 같이 수의 운동이라는 것도 그 구성 인자의 주요 부분에는 많은 반사 요인이 내포되어 있다. 수의 운동은 반사 운동과 무관하게 일어나는 것이 아니다.